# Cocaine Godmother
Cocaine Godmother ist ein US-amerikanisches Filmdrama über das Leben der berüchtigten Drogenhändlerin Griselda Blanco, die in den 1970- und 1980er-Jahren zur Drogenkönigin avancierte und als eine der brutalsten und erfolgreichsten Chefs des Medellín-Kartells in den USA agierte. Der Film hatte im November 2017 beim Filmfestival Camerimage seine Premiere. Am 20. Januar 2018 wurde er in den USA zudem beim Sender Lifetime gezeigt.

## Hintergrund

### Besetzung
Bei der Besetzung handelt es sich unter anderen um Catherine Zeta-Jones als Griselda Blanco, Jenny Pellicer als Carolina (eine von Griseldas weiblichen Liebhabern), Raul Mendez als Dario (Geschäftspartner von Pablo Escobar und Griseldas dritter Ehemann), Jose Julian als Uber (Griseldas zweitältester Sohn), Juan Pablo Espinosa als Alberto (einer von Griseldas Mitarbeitern und ihr zweiter Ehemann) und Warren Christie als Jimmy (ein DEA-Agent, der Griselda Blanco verfolgte).

### Produktion
Als Regisseur für das Biopic diente Guillermo Navarro und die Produktion wurde durch Asylum Entertainment mit Steven Michaels, Jonathan Koch, Joan Harrison und Alisa Tager als leitende Produzenten für den Sender Lifetime Television durchgeführt. Das Drehbuch stammt von David McKenna.

### Dreharbeiten
Die Dreharbeiten zum Biopic fanden in Vancouver und in Medellín statt.

### Trivia
Derzeit entsteht ebenfalls ein bisher unbetitelter Griselda Blanco-Film von HBO mit Jennifer Lopez und The Godmother von First Born Films mit Catalina Sandino Moreno in den Hauptrollen. Ein Veröffentlichungsdatum der beiden Filme ist bisher jedoch nicht bekannt. Für den seit 2014 geplanten Film The Godmother hatte sich auch Catherine Zeta-Jones für die Hauptrolle beworben; jedoch wurde sie nicht zum Cast hinzugezogen, da Griselda Blanco kolumbianisch war und Zeta-Jones walisisch ist.